# Fur TV
Fur TV ist eine britische Comedy-Serie, deren Hauptdarsteller Puppen sind. Grundsätzliche Themen der Serie sind Gewalt, Drogen und Sex. Basierend auf einem (ursprünglich als Pilotfolge gedachten) Kurzfilm aus dem Jahre 2004, wurde die Puppen-Sitcom 2008 von MTV produziert. Vor allem in England besitzt sie viele Fans und wird weitgehend als "Kult" betrachtet. In vielen Teilen lässt sich die Serie von Peter Jacksons Puppen-Trashfilm Meet the Feebles inspirieren.

## Die Figuren
Im Mittelpunkt der Serie stehen die drei WG-Puppen Lapeño Enriquez, Mervin J Minky und Fat Ed Tubbs. 
- Lapeño ist eine krötenartige Puppe. Er stammt ursprünglich aus Brasilien und arbeitet als DJ in einer Disco. Wegen seiner Coolness und seinem Talent, Frauen zu verstehen, ist er bei den anderen Puppen ein geschätzter Berater in Sachen Liebe. Lapeño ist meistens sehr entspannt und wirkt eher kühl und berechnend. Er scheint der einzige der drei zu sein, dem Dinge wie Moral oder Anstand etwas bedeuten. Er liebt außerdem Vinylschallplatten und Musik im Allgemeinen. Lapeño wird aufgrund dessen, dass viele Probleme mit der Aussprache seines Namens haben, meist in der Disco schlicht „DJ Peenie“ genannt.
- Mervin ist eine orangefarbene, dünne Puppe und im Prinzip das Gegenteil von Lapeño. Sein Talent besteht ausschließlich darin, sich selbst zu befriedigen, da er in puncto Liebesbeziehung stets keinen Erfolg hat. Mervin betreibt exzessive Masturbation und wird von Fat Ed oftmals nur "mieser Wichser" genannt. Nach Lapeños Ansicht könnte Mervin eventuell einmal daran sterben, weil er "sich zu Tode wichsen wird". Eine besondere Beziehung besitzt Mervin zu Fat Ed, den er bekochen und mit Alkohol versorgen muss. Mervin mag Fat Ed und würde alles für ihn machen, obwohl dieser ihn hasst und verachtet. Mervin wird als ausgesprochen dumm und naiv aber dennoch sehr gutmütig und anderen gegenüber loyal dargestellt. Die Puppe Mervin wurde von den Machern der Serie absichtlich asymmetrisch gemacht, um ihn so "dümmlich und doch liebenswert" wirken zu lassen.
- Fat Ed ist eine übergewichtige blaue Puppe. Er ist eingefleischter Heavy-Metal-Fan und liebt es, Gewalt auszuüben. Er liebt Splatterfilme und Kettensägen und fühlt sich durch Mervin dauernd genervt. Fat Ed stammt ursprünglich aus den Vereinigten Staaten, musste jedoch nach Großbritannien fliehen, da er, laut eigener Aussage, Biggie Smalls und Tupac Shakur, sowie auch Kurt Cobain, ermordet hat. Auch im Verlauf der Serie tötet er einige Menschen. In der ursprünglichen Fassung war Fat Ed als schweigsame Kante im Sinne des britischen "Hard Man" gedacht, für die Serie wurde sein Charakter verändert. Außerdem hat er einen Cousin, der in Wahrheit sein Zwillingsbruder ist und auch Ed heißt (Fit Ed). Der aber ist das genaue Gegenteil zu Ed (Fat Ed): Muskulös, ohne Verdauungsbeschwerden und sittlich höher gestellt als Ed.

## Synchronisation
| Rolle  | Englischer Sprecher | Deutscher Sprecher |
| ------ | ------------------- | ------------------ |
| Lapeño | Henry Trotter       | Stefan Günther     |
| Mervin | Simon Greenall      | Benedikt Gutjan    |
| Fat Ed | Phil Nichol         | Christoph Jablonka |

## Wissenswertes
- In dem Kurzfilm Fur TV von 2004 existierte neben Lapeño, Mervin und Fat Ed noch ein paralleler Handlungsstrang mit dem homosexuellen Pärchen Jim und Frank, das in derselben Straße wohnte. In der Serie tauchen die beiden allerdings nicht mehr auf.
- Wie schon in der Muppet Show vereint Fur TV in seiner Welt Puppen und echte Menschen.
- Die Pilotfolge der deutschen Version wurde noch in Berlin synchronisiert, die Serie allerdings in München.
- In der deutschen Synchronisation der Pilotfolge hieß Mervin noch Marvin.